# Edward Knubley
Edward Knubley (1749-1815) foi um político conservador britânico de um eleitorado de Cumberland.
Ele foi MP por Carlisle em 1790. Ele morreu em 22 de abril de 1815.